# Steyskalina picta
Steyskalina picta är en tvåvingeart som beskrevs av Ghorpade och Luciane Marinoni 1999. Steyskalina picta ingår i släktet Steyskalina och familjen kärrflugor. Inga underarter finns listade i Catalogue of Life.